# التردد السالب
يمكن أن يكون مفهوم التردد السالب والموجب بسيطًا مثل عجلة تدور في اتجاه واحد أو بطريقة أخرى، يمكن أن تُشير القيمة المُشارة (Signed Value) للتردد إلى كل من معدل الدوران واتجاهه. يتم التعبير عن المعدل بوحدات مثل الدورات لكل ثانية (هرتز) أو راديان / ثانية (حيث تقابل دورة واحدة π2 راديان).

## الموجات الجيبية
لتكن ω معامل غير سالب بوحدات راديان / ثانية. ثم الدالة الزاوية (ωt+ θ-) لها ميل ω- ، وهو ما يسمى بالتردد السالب. ولكن عند استخدام الدالة كمتغير لعامل جيب التمام ، لا يمكن تمييز النتيجة عن cos(ωt - θ). وبالمثل ، لا يمكن تمييز sin(-ωt + θ) عن sin(ωt - θ+π) . وبالتالي يمكن تمثيل أي موجة جيبية بواسطة الترددات الموجبة. إشارة ميل الطور مُبهمة.
يتم حل هذا الإبهام عند رصد عوامل الجيب وجيب التمام في وقت واحد ، لأن cos(ωt + θ) تقود sin(ωt + θ) بمقدار 1/4 دورة (= π / 2 راديان) عندما تكون ω> 0 ، وتتأخر بمقدار 1/4 دورة عندما تكون ω <0. وبالمثل ، فإن المتجه (cos t، sin t) يدور عكس اتجاه عقارب الساعة بمعدل 1 راديان / ثانية ، ويكمل دائرة كل 2π ثانية ، والمتجه (cos -t، sin -t ) يدور في الاتجاه الآخر.
إشارة ω محفوظة أيضًا في الدالة عقدية القيمة :

| {\displaystyle e^{i\omega t}=\underbrace {\cos(\omega t)} _{R(t)}+i\cdot \underbrace {\sin(\omega t)} _{I(t)},}[A] | \| \| \| \| \| \| \| \| | (Eq.1) |
| |                         |        |
| |                         |        |
حيث يمكن استخراج ومقارنة R(t) و I(t) بشكل منفصل. بالرغم أن {\displaystyle e^{i\omega t}} من الواضح أنه يحتوي على معلومات أكثر من أي من مركباته ، والتفسير الشائع هو أنه دالة أبسط ، لأن:
- إنه يبسط العديد من الحسابات المثلثية المهمة ، مما يؤدي إلى وصفه الرسمي باعتباره التمثيل التحليلي لـ  {\displaystyle \cos(\omega t)}.[B]
- ومن Eq.1 نستنتج أن : 
| {\displaystyle \cos(\omega t)={\begin{matrix}{\frac {1}{2}}\end{matrix}}\left(e^{i\omega t}+e^{-i\omega t}\right),} | \| \| \| \| \| \| \| \| | (Eq.2) |
| |                         |        |
| |                         |        |
مما يؤدي إلى تفسير أن cos(ωt) يشتمل على كل من الترددات الموجبة والسالبة. لكن الجمع هو في الواقع حذف يحتوي على معلومات أقل وليس أكثر. أي قياس يُشير إلى كلا الترددين يتضمن موجبًا خاطئًا، لأن "ω" يمكن أن يكون لها إشارة واحدة فقط. تحويل فورييه ، على سبيل المثال ، يخبرنا أن cos(ωt) يرتبط ارتباطًا متبادلًا جيدًا مع cos(ωt) + i sin(ωt) كما هو الحال مع cos(ωt) − i sin(ωt).[C]

## التطبيقات
ربما كان من أشهر تطبيقات التردد السالب هو حساب:
{\displaystyle X(\omega )=\int _{a}^{b}x(t)\cdot e^{-i\omega t}dt,}
وهو مقياس لمقدار التردد ω في الدالة x(t) خلال الفترة (a,b). عندما يتم حسابها كدالة مستمرة لـ ω للفترة النظرية (∞ ، ∞−) ، تُعرف باسم تحويل فورييه لـ x(t). شرح موجز، هو أن ناتج ضرب اثنين من الدوال الجيبية المعقدة هو أيضًا دالة جيبية معقدة يكون ترددها هو مجموع الترددات الأصلية. وبالتالي عنما تكون ω موجبة، يتسبب {\displaystyle e^{-i\omega t}} في تقليل جميع ترددات x(t) بمقدار ω. أي جزء من x(t) عند التردد ω يتم تغييره إلى التردد صفر، وهو مجرد ثابت يكون مستوى اتساعه مقياسًا لقوة ω الأصلية. وأي جزء من x(t) كان عند التردد صفر يتم تغييره إلى دالة موجية عند التردد ω− . وبالمثل ، يتم تغيير جميع الترددات الأخرى إلى قيم غير صفرية. مع زيادة الفترة (a,b) ، تزداد مساهمة الحد الثابت بالتناسب. لكن مساهمات الحدود الجيبية تتأرجح فقط حول الصفر. لذا فإن X(ω) تتحسن كمقياس نسبي لمقدار التردد ω في الدالة x(t). تحويل فورييه لـ {\displaystyle e^{i\omega t}} ينتج إجابة غير صفرية فقط عند التردد ω.